# ジャンルカ・ロッキ
ジャンルカ・ロッキ（Gianluca Rocchi, 1973年8月25日 - ）は、イタリアのサッカー審判員である。
ロッキは2000年に審判員としての活動を始め、セリエCの3シーズンで38試合を裁いた。その後、より上のディビジョンに昇格し、2004年5月16日のUSレッチェ対レッジーナ・カルチョ戦でデビューした。2010年に、セリエAとセリエBの審判委員会が分裂すると、セリエAの委員会に登録された。
国際試合の審判としては、2008年5月26日のオランダ対ギリシャ戦でデビューした。後に、欧州カップ戦（2008-09シーズンにUEFAカップ、2010-11シーズンにUEFAチャンピオンズリーグ）を担当した。
ロッキはUEFA EURO 2012予選で3試合を裁き、2012年ロンドンオリンピックにおけるサッカー競技・男子の審判員として招集された。
2018 FIFAワールドカップで初めてワールドカップの主審を務めた。
2020年8月1日、ユベントス対ASローマ戦を最後に審判生活に幕を下ろした。セリエA通算236試合
総イエローカード枚数1351枚。試合終了後にユベントスのフアン・クアドラードにバニシングスプレーをかけられてレッドカードを提示、これが通算60枚目の一発レッドカードとなった。